# 杨岳彬
杨岳彬（1908年—1949年），中国共产党早期军事领导人，湖南华容人，曾担任中共华容县委常委兼县总工会主席，以中共党员身份在国民革命军第二军警卫团担任连指导员，后参加秋收暴动，先后担任红四军三十一团团部宣传干事，中国工农红军第一方面军总政治部主任、中国工农红军第一军团政治部主任，中华苏维埃共和国中央革命军事委员会总司令部第五局局长。
第五次反围剿时，杨岳彬因战负伤。红军长征时，被留下来与项英、陈毅等人指挥苏区红军。后携妻子下山归顺国民政府。被蒋介石安排出任河南桐柏县县长。1949年被蒋介石以“勘乱不力”的罪名枪决。